# Protaetia fieberi
Protaetia fieberi – gatunek chrząszcza z rodziny poświętnikowatych i podrodziny kruszczycowatych.